# مروارید اژدها
مروارید اژدها (به انگلیسی: The Dragon Pearl) فیلمی محصول سال ۲۰۱۱ و به کارگردانی ماریو آندراچیو است. در این فیلم بازیگرانی همچون سم نیل، وانگ جی، جردن چان و رابرت مامون ایفای نقش کرده‌اند.